# Cryptopalpus rufiventris
Cryptopalpus rufiventris là một loài ruồi trong họ Tachinidae.